# Fatsia
A Fatsia az ernyősvirágzatúak (Apiales) rendjébe és az aráliafélék (Araliaceae) családjába tartozó nemzetség.

## Rendszerezés
A nemzetségbe az alábbi 3 faj tartozik:
- japán arália (Fatsia japonica) (Thunb.) Decne. & Planch. - típusfaj
- Fatsia oligocarpella Koidz.
- Fatsia polycarpa Hayata

## Képek

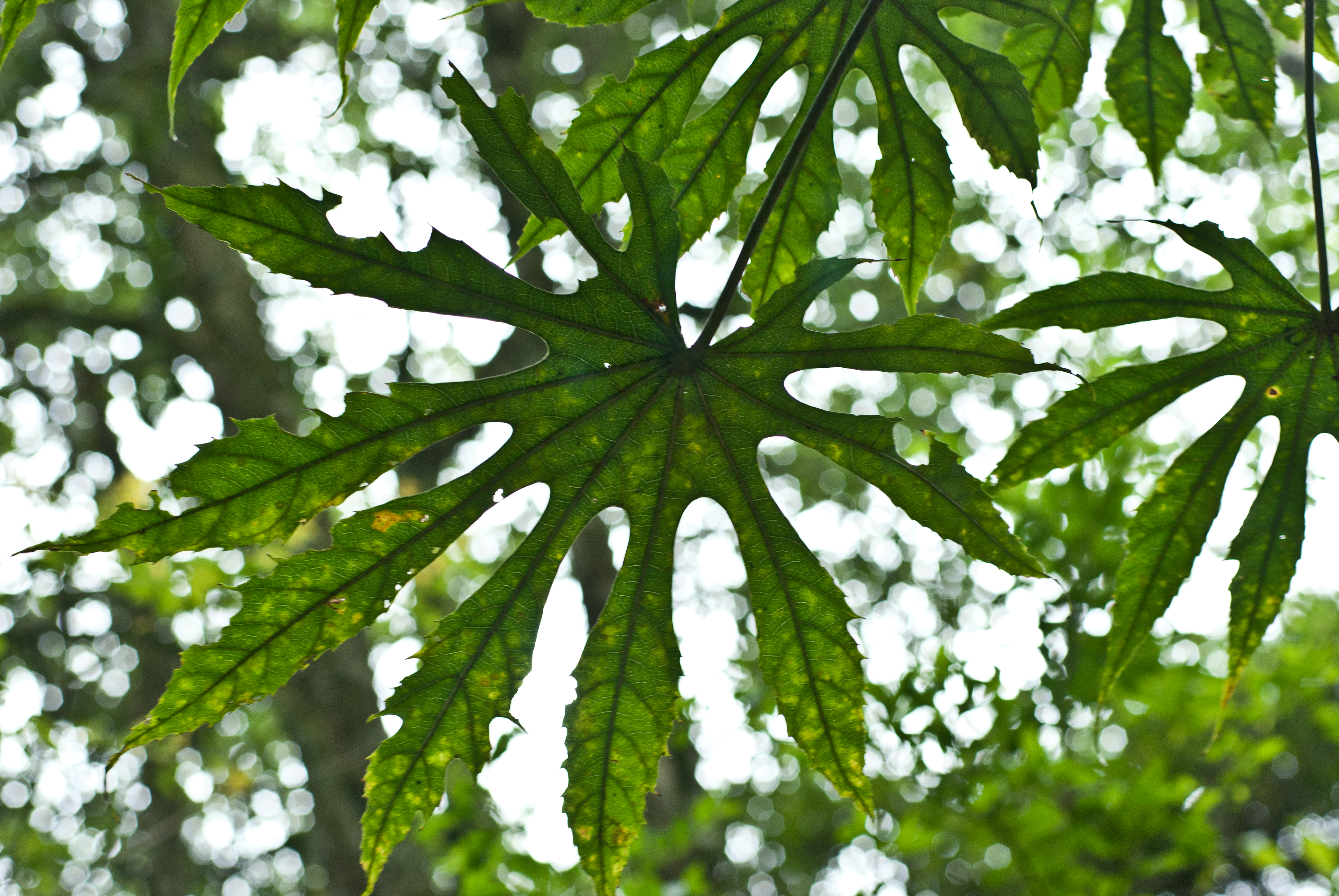
Fatsia polycarpa